# 東聲戲院
東聲戲院，是位於台灣苗栗縣頭份市的一家電影院，是縣內中港溪地區僅存的傳統老戲院。
東聲戲院前身是新生戲院，1989年由徐琳彬夫妻接手，兩人包辦了售票、放映、排片等所有事務。近年來大型影城興起，傳統老戲院生意大不如前，紛紛歇業。負責人徐琳彬、湯松妹老夫妻表示就算只有一個客人上門，還是會堅持下去。
苗栗地方人士為爭取保有屬於苗栗頭份的老戲院，由「中港溪青年工作隊」在臉書發起「老戲院復興」運動，號召民眾到東聲戲院看電影。
東聲戲院已在2018年3月1日走入歷史。老闆徐琳彬、湯松妹夫婦表示，因年事已高，身體不堪負荷，不得不讓這個收藏許多頭份人回憶的影廳走入歷史，湯松妹也語帶哽咽地謝謝鄉親支持，「這次紅幕要永遠落下了。」